# Amazon Watch
Amazon Watch es una organización estadounidense sin fines de lucro con sede en San Francisco. Fue fundada en 1996 y se enfoca en la protección de los bosques tropicales y la promoción de los derechos de los pueblos indígenas de la cuenca amazónica. Está asociada con organizaciones indígenas y ambientales en Ecuador, Perú, Colombia y Brasil en campañas por los derechos humanos, sobre responsabilidad social empresarial y la preservación de los sistemas ecológicos de la Amazonia.

## Campañas
En Ecuador, la organización apoya un proceso legal llevado a cabo en los Estados Unidos. La petrolera Chevron Corporation, sobre la responsabilidad del vertido de 18 mil millones de galones estadounidenses (68 millones de m³) de aguas residuales tóxicas en una región de la selva amazónica de Ecuador, habitada por más de 30.000 personas (que es uno de los desastres más grandes de contaminación relacionados con el petróleo, muy superior al Desastre del Exxon Valdez).  Chevron niega estas acusaciones, alegando falsificación de pruebas y la presentación fraudulenta de los peritos. Chevron está presentando cargos a través de la ley RICO y otras leyes en contra de los demandantes y su equipo legal.
En el Perú, Amazon Watch es un demandante en un caso en contra de la petrolera estadounidense Occidental Petroleum Corporation, por su daño a la selva. En la actualidad apoya al pueblo indígena Shiwiar (también llamado "Achuar") en la resistencia a la exploración de petróleo en sus tierras, por la compañía canadiense Talisman Energy y ka empresa argentina Pluspetrol. Amazon Watch también apoya a una escuela que capacita a líderes indígenas a defender sus derechos frente a las empresas petroleras y mineras.
En Colombia, Amazon Watch ha hecho campaña junto con el pueblo U'wa, que han luchado contra la explotación petrolera en sus tierras. Siendo una comunidad indígena pacífica de 5.000 personas, los U'wa viven en los bosques nubosos andinos remotas del noreste de Colombia, en la frontera con Venezuela. Los diez años más lucha internacional logró obligar Occidental Petroleum Corporation a abandonar su territorio en 2002. Sin embargo, la forma de vida de los U'wa, se vio una vez más amenazada por los planes del gobierno colombiano para seguir adelante con el proyecto petrolero en el municipio de Sirirí, de tierras U'wa. La actividad petrolera se sigue alimentando la violencia política en Colombia y que ha llevado al país a la guerra civil en curso a las puertas de la comunidad U'wa.

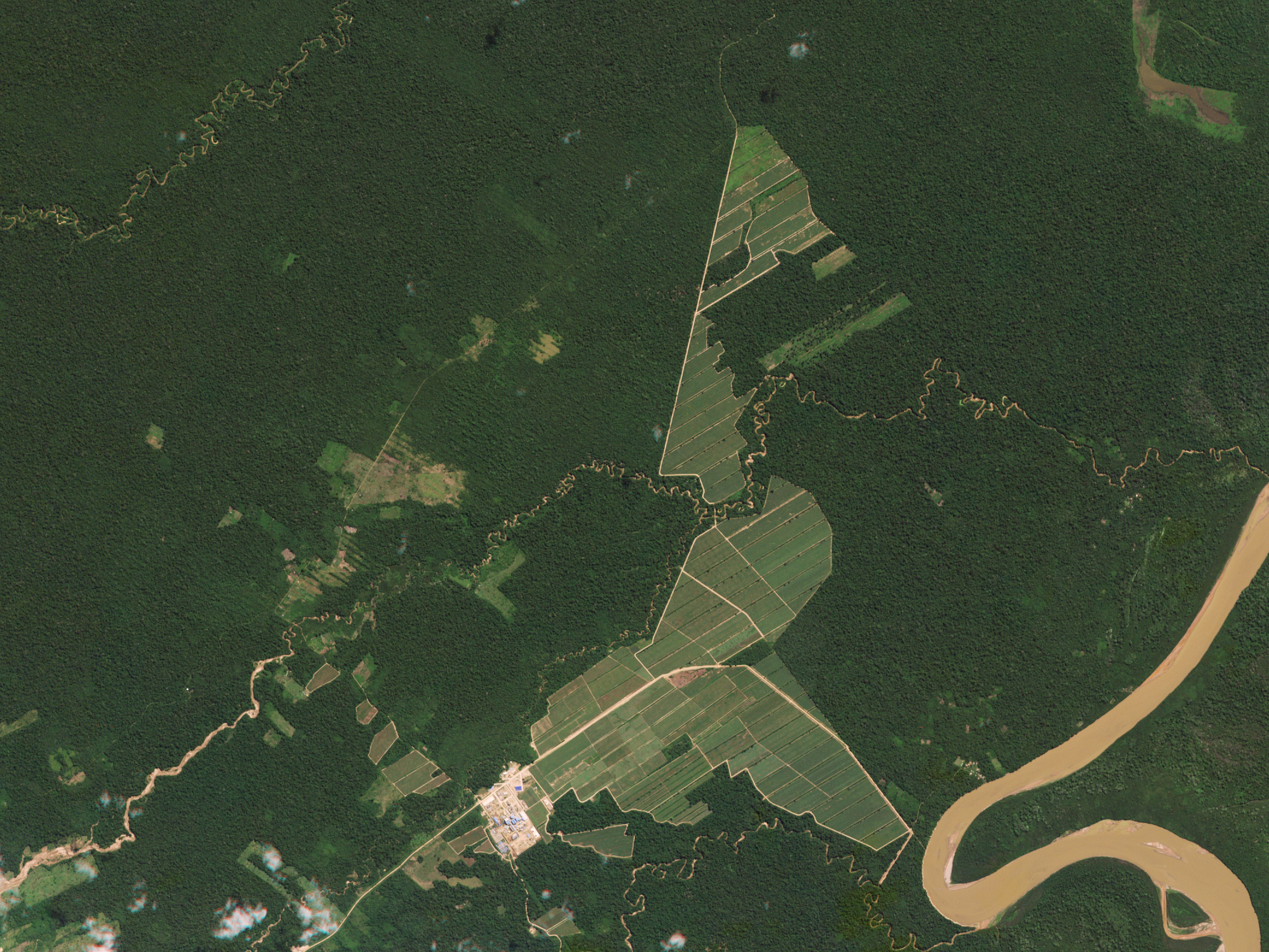
Deforestación en la Selva Amazónica de Bolivia, 2016.

En Brasil, Amazon Watch está monitoreando el Complejo del Río Madeira, Proyecto de la Iniciativa para la Integración de la Infraestructura Regional Suramericana (IIRSA), que amenaza remotos bastiones Amazonas con grandes proyectos de represas hidroeléctricas y la creación de cursos de agua industriales y el transporte de los recursos naturales.
Amazon Watch informa que la tasa actual de deforestación amenaza con empujar la Selva Amazónica pasado el punto de inflexión del que ya no pueda recuperarse. Se dice que en los últimos 30 años, el 20 por ciento de la Amazonía ha sido deforestado y otro 20 por ciento degradado -todo en pos de limpiar la tierra para la agricultura y los grandes proyectos industriales, tales como oleoductos y gasoductos, presas y carreteras.